# Lampetis plagicollis
Lampetis plagicollis es una especie de escarabajo del género Lampetis, familia Buprestidae. Fue descrita científicamente por Boheman en 1860.